# Володін Григорій Григорович
Григо́рій Григо́рович Воло́дін (* 10 лютого 1918, Калмицька Балка Пролейського району — сучасний Биковський район Волгоградської області — † 2000) — український російськомовний письменник, член Союзу письменників СРСР.

## Довоєнний шлях
В 1933-35 роках працював слюсарем на будівництві робоконсервного комбінату.
1939 року закінчив Волгоградський суднобудівний технікум, працював технологом-конструктором на суднобудівній верфі. Навчався на курсах військових техніків.
Учасник Другої світової війни, нагороджений орденами та медалями. Після війни працював інженером-будівельником в Астраханській області.

## Повоєнний час
З 1949 року живе в Донецьку.
Його перші оповідання надруковані 1950 року в збірнику «Мисливські простори» та альманасі «Літературний Донбас».
В 1951-54 роках вийшли друком його мисливські оповідання «Полювання на Каспії», «Вишкинські гірничі кріплення», «Лисячі гони», «Хижачка-лисиця», «Балувана».
1953 року у видавництві «Донбас» видана книжка «Оповідання мисливця» — незабаром виходить друком у видавництві «Радянський письменник» під назвою «Людині потрібний лебідь» — 1974. 1954 видано «В степу донецькому», 1956 — «Чорні землі».
Його науково-фантастична повість «Синій промінь» (1957) здобуває республіканську премію, видається і в Болгарії.
1960 року друкується повість «Зірний Донець».
В романі «Тривога» пише про воєнні будні та героїзм.
1977 року виходить друком роман «Каспійські зорі», видавництво «Радянський письменник» — премія республіканського конкурсу найкращих творів художньої літератури про робітничий клас.
Досліджував літопис Донецького металургійного заводу, вийшла книжка «По слідах історії» — вийшла у серії «Історія заводів та фабрик».
1979 року друкується повість «Бірюча коса».
1982 — роман «Дике поле» оповідає про повсякденність життя робітничого класу.
1985 — «В діючій армії» — роман про військових техніків, бойовий шлях від Сталінграда до Берліна.
1988 — роман в трьох частинах «Совість».
1990 — роман «Повернення».

## Спогади про «хрущовську відлигу»
У своїх спогадах описав події, котрі відбувалися навколо його повісті «Повернення Панкратова»- 1958 року припиняє роботу над нею після розгромів романів «Не хлібом єдиним» та «Ричаги». Кілька місяців пробивався до працівника видавництва Д. Білоколоса щодо друкування його повісті «Лебеді кличуть на Каспій» — домігся тільки мовчання місцевої критики, видання окремою книгою повісті було відмінено.